# Baldred van Kent
Baldred  was van 823 tot 826 koning van Kent, de laatste onafhankelijke koning van Kent.

## Context
In een handvest staat geschreven : "Na de dood van Coenwulf van Mercia en Kent, ontstonden er veel meningsverschillen en ontelbare geschillen tussen de leiders van het land - koningen, bisschoppen en dienaren van de kerk van God - betreffende allerlei seculiere zaken '. In 823, ergens na 26 mei, op welke datum hij land aan aartsbisschop Wulfred schonk in ruil voor een gouden en zilveren schaal, werd Ceolwulf omvergeworpen. In Mercia werd hij vervangen door Beornwulf, wiens stamboom niet bekend is en in Kent greep een zekere Baldred de macht.
Lang duurde hun heerschappij niet, in 826 versloeg Egbert van Wessex beide en Egbert zette zijn zoon Æthelwulf op de Kentse troon.